# 세인트 조지 요새

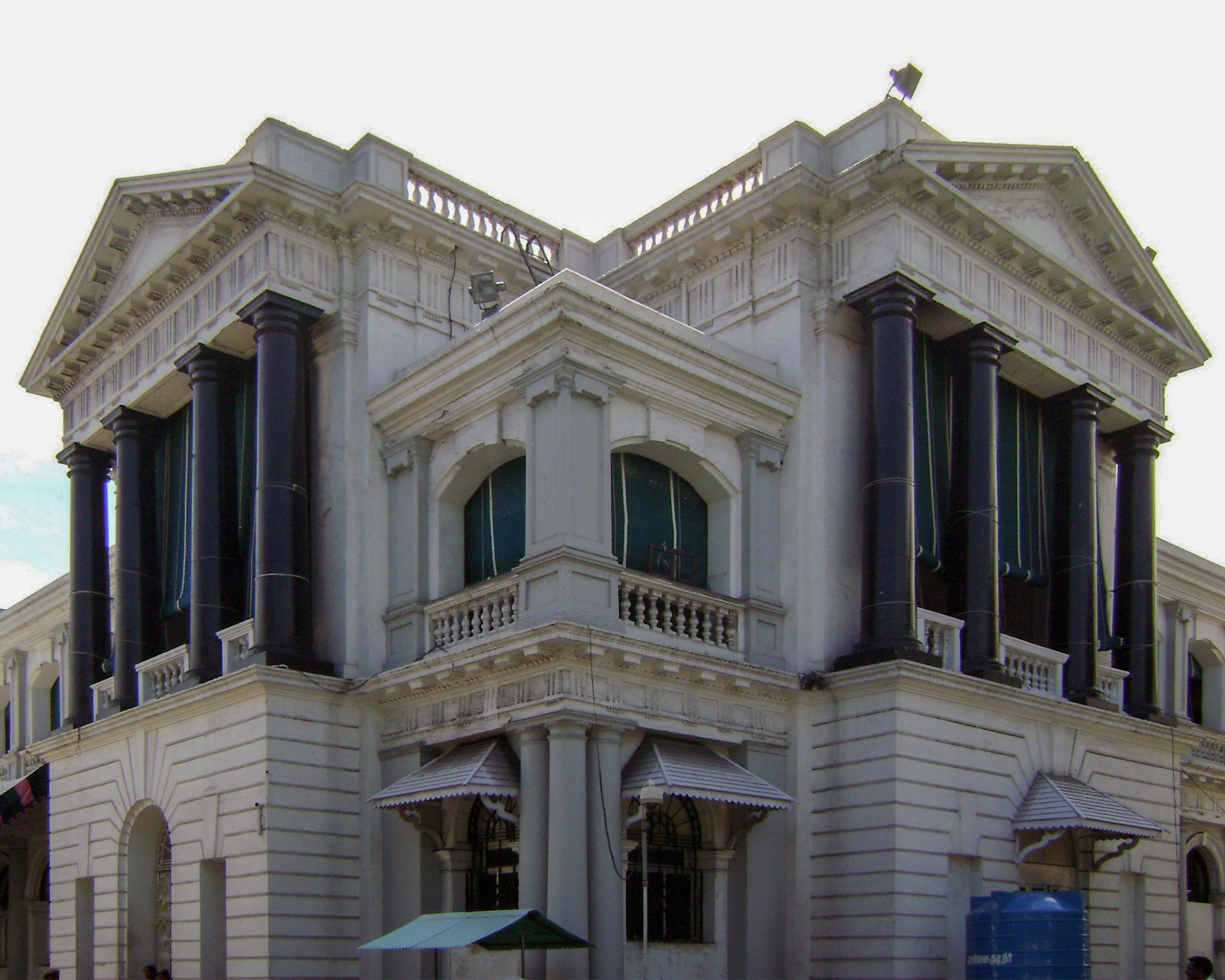
세인트 조지 요새

세인트 조지 요새(영어: Fort St. George)는 1644년에 인도에서 처음으로 건설된 영국의 교역소 겸 요새로, 첸나이 (마드라스)에 지어졌다.
원래 아무도 없는 사막화된 곳에 정착 및 무역 활성화를 위한 교역을 할 곳으로 정했으며, 영국 동인도 회사는 점차적으로 이 도시를 요새화를 진행했다.
현재 타밀나두 주정부 의사당으로 사용된다.